# Ledeniki Butana
Ledeniki Butana, ki so v osemdesetih letih pokrivali približno 10 odstotkov celotne površine, so pomemben obnovljivi vir vode za reke v Butanu. Vsak sneg pozimi in počasno taljenje poleti pomeni, da ledeniki vsako leto prinesejo milijone litrov sveže vode v Butan in dolino. Taljenje ledenikov prav tako prispeva k monsunsko polnim rekam in lahko prispevajo k poplavam.  Kjer premikanje ledenikov začasno blokira rečne tokove, lahko dolvodna območja ogrožajo poplave prelivajočih ledeniških jezer.  Čeprav te v Butanu niso nov pojav, se je njihova pogostnost v zadnjih treh desetletjih povečala.  Več se jih je pojavilo leta 1957, 1960, 1968 in 1994, kar je uničilo življenja in premoženje v nižjih območjih. Po podatkih ministrstva za energijo Butana je večina rek v Butanu bolj dovzetna za nihanje s spremembo vzorcev padavin kot pa do poplav, ki jih je mogoče neposredno pripisati ledenikom ali taljenju snega.

## Ledeniki in ledeniška jezera
Na ozemlju Butana je približno 677 ledenikov in 2674 ledeniških jezer in pomožnih jezer, od katerih 25 predstavlja tveganje za prelitje in poplave.  Veliko število ledenikov je uvrščenih med dolinske in gorske ledenike, čeprav obstajajo tudi številne vrste ledenih planot in nišnih ledenikov. Nekatera ledeniška jezera, kot je jezero Thorthormi v Lunani Gewog, niso eno samo vodno telo, temveč zbir supra ledeniških ribnikov. Večina ledeniških jezer je opredeljena kot potencialno nevarna hrana rek Manas in Puna Tsang severno-osrednjega Butana. V času prelitja imajo prebivalci bližnjih vasi v spodnjem toku vsaj dvajset minut časa za evakuacijo; poplavne vode iz leta 1994 jezera Luggye so potrebovale približno sedem ur, da so dosegle Punakho, približno 90 kilometrov dolvodno. 
Za javno varnost teh ledenikov in ledeniških jezer skrbi Oddelek za geologijo in rudarstvo Ministrstva za gospodarstvo, ki je izvršna (vladna) agencija Butana.  Oddelek, kot del svojih okoljskih »projektov za ublažitev«, si prizadeva znižati nivoje ledeniških jezer in s tem preprečiti nesrečo, povezano s prelitjem. Leta 2001 so na primer znanstveniki prepoznali jezero Thorthormi kot tisto, ki ga je ogrožal neizbežen in katastrofalen propad. Stanje se je sčasoma razbremenilo tako, da so iz jezerske obale izrezali vodni kanal za razbremenitev vodnega tlaka. Oddelek uporablja tihe eksplozive in druga sredstva, ki so po njenem mnenju okolju prijazna, da bi zmanjšala ekološke posledice projektov za ublažitev. Ti projekti pa so še vedno težko izvedljivi zaradi vremena, terena in relativnega pomanjkanja kisika na višini ledeniških jezer. Od septembra 2010 so bili sistemi za zgodnje opozarjanje prelitja predvideni za namestitev do sredine leta 2011 v okrožjih Punakha in Vangdue Phodrang po ceni 4,2 milijona USD. 

## Umik ledenikov in polemika
Ker stanje ledenikov v Butanu vključuje vprašanja podnebnih sprememb, je tema nekoliko sporna. Poročilo Združenih narodov iz leta 2008 kaže, da so se zaradi naraščajočih temperatur ledeniki v Butanu umikali s hitrostjo 30–40 metrov na leto, kar je vzrok, da bi mnoga jezera porušila bregove in poslala na milijone litrov poplavne vode. To med številnimi drugimi vprašanji, povezanimi s podnebjem, opredeljenimi v poročilu, je regionalno združenje vladnih ministrov spodbudilo, da septembra 2007 v Thimphuju ustanovi regionalni sklad za izredne razmere na področju zdravja v jugovzhodni Aziji. Podobno so države članice Južnoazijskega združenja za regionalno sodelovanje (SAARC) na vrhu aprila 2010 sprejele dvostranske sporazume, ki vključujejo ukrepe o podnebnih spremembah in ledenikih. 
Poročilo Združenih narodov iz leta 2008 je prav tako pokazalo, da se bodo himalajski ledeniki stopili v 25 letih, toda predsednik vlade Jigme Thinley je na tiskovni konferenci konec marca 2010 izrazil bolj zaskrbljujoč pogled, v katerem je dejal: »Naši ledeniki se hitro umikajo in imamo razloge za skrbi, da dejansko ne bodo izginile leta 2035, ampak še prej« . Nadaljnje študije v letu 2009 so pokazale, da je stopnja taljenja ledenikov v Butanu trikrat hitrejša od svetovnega povprečja in da so se v zadnjih treh desetletjih regionalne temperature povečale za 2,7 ° C. Satelitsko slikanje je potrdilo tudi spremembe v ledenikov in snežnih vrhov, kar kaže na povečan odtok in manjšo pokritost. Toda mnenja o vplivu globalnega segrevanja v Himalaji so se razlikovala. Po poročilu geoloških raziskav ZDA se je v zadnjih 30 letih 66 ledenikov v Butanu zmanjšalo za 8,1 odstotka.
Po drugi strani pa je študija, katere rezultati so bili objavljeni v letu 2011, pokazala, da je ledena talina odvisna od več dejavnikov, vključno z drobirskim pokrovom in da je bila več kot polovica ledenikov v Himalaji stabilna ali dejansko rasla. Odlaganje drobirja, kot so skale in blato, ločujejo relativno stabilne ledenike Himalaje od nedotaknjenih ledenikov tibetanske planote, ki se trenutno hitro umikajo. Študija, ki sta jo izvedli univerzi v Kaliforniji in Potsdamu in je objavljena v reviji Nature Geoscience, je temeljila na 286 ledenikih vzdolž Himalaje in Hindukuša od Butana do meje med Afganistanom in Pakistanom. Druga raziskava, ki jo je izvedla skupina japonskih in butanskih znanstvenikov, vključno z glacio-mikrobiologom, glacio-ekologom in geologom je pokazala, da bi lahko prisotnost posebnega mikroorganizma na površini ledenikov pospešila taljenje ledenikov in sčasoma povzročila ledeniški izbruh. 

## Seznam ledenikov in ledeniških jezer v Butanu
Ta seznam je nepopoln; lahko pomagate tako, da ga razširite.
- Skupina Lunana: Laja in Lunana Gewogs, okrožje Gasa (Narodni park Jigme Dorji)
  - ledenik Thorthormi in jezer Thorthormi, ki se je pojavilo po letu 1967, je največje jezero v Lunani, širine 30 metrov.
  - Rapchstreng (Rapstreng) ledenik in jezero. Jezero Raphstreng se je pojavilo leta 1958. To je nekaj več kot 2 kvadratna kilometra in 107 metrov globoko.
  - Ledenika Luggye (Lugge) 1, 2 in jezero. Jezero Luggye se je prvič pojavilo leta 1967, ima globino 142 metrov in širino 30 metrov. Leta 1994 je ustvaril pomemben preliv.
  - ledenik Bechung in jezeru
  - ledeniško jezero Roduphu, Laya Gewog (porečje Mo Čhu)
  - ledeniško jezero Sinchhe, Laya Gewog (porečje reke Mo Čhu)
  - jezero Gangchentag ob vznožju gorovja Gangchentag, Laya Gewog, okrožje Gasa.
  - ledenik Vochej (Vačej) in jezero (reke Pho Čhu). To je edini najdaljši ledenik v Butanu na 20,1 km.
- Skupina ledenikov severnega bazena, sporno območje ob meji okrožja Gasa-Kitajska (severovzhodno od narodnega parka Jigme Dorji). Odtok iz teh ledenikov teče proti severu v Tibet.
- Skupina ledenika reke Kuri Čhu, okrožji Lhuntse in Trašijangtse v vzhodnem Butanu. Ti majhni ledeniki imajo zelo majhno najvišjo in najnižjo nadmorsko višino, med 5000 metri in 4000 metrov.
- ledenik Teri Kang in jezero, Laya Gewog (narodni park Jigme Dorji). To jezero, okrepljeno z jezovi, je v 1960-ih povzročilo uničujoč izliv in poplavo, ki je uničila Punakha Dzong.
- Ledenik Gankerphuensum, v bližini Gankerphuensum (porečje reke Mangde). Na nadmorski višini približno 7500 metrov je najvišji ledenik v Butanu.
- Ledenik DŽomolhari, Džomolhari (Čomo Lhari), okrožje Paro (reka Pa). Na nadmorski višini 7300 metrov je drugi najvišji ledenik v Butanu.
- ledenik Čubda in jezero, okrožje Bumthang v severno-osrednjem Butanu (zgornji bazen Čamkhar Čhu). Njegovo veliko supraglacijalno jezero je bilo leta 2001 opredeljeno kot potencialna nevarnost.
- Ledenik Tsokar in jezero, okrožje Bumthang (bazen Čamkhar Ču).